# Kijev Védelméért emlékérem
A Kijev Védelméért emlékérem (oroszul: Медаль «За оборону Киева», transzliteráció: Za oboronu Kijeva) második világháborús szovjet katonai kitüntetés, melyet 1961. június 21-én alapítottak, mert a város a világháború után 1961-ben kapta meg a "hős város" tiszteletbeli címet. A kitüntetést tervezte: Vlagyimir Nyikolajevics Atlantov.

## Az elismerésről
A kitüntetés annak állít emléket, hogy a németek és szövetségeseik elleni harcban Kijev elfoglalásakor milyen hősies helytállást tanúsítottak a várost védő Vörös Hadsereg, az NKVD katonái, valamint a város munkásai, lakói és a környéken harcoló partizánok az 1941 július és szeptember között zajló harcok során.
A kitüntetést a mellkas bal oldali részén lehetett viselni. Sorrendjét tekintve megelőzte a Sztálingrád Védelméért emlékérem és az attól magasabb elismerések.

## Kinézete
A kitüntetés átmérője 32 milliméter és az anyaga sárgaréz. Az emlékérem előlapján zászlókkal díszítve az Ukrán Legfelsőbb Tanács épületének sziluettje előtt kezükben puskával egy vöröskatona, egy tengerész, egy munkás és egy partizán mellalak látható. Az előlap felső részén körkörös orosz nyelvű felirat «ЗА ОБОРОНУ КИЕВА» fordítása Kijev védelméért Az érem alsó részét két babérág között zászlószalagra tűzött ötágú csillag díszíti.
A hátoldalon olvasható felirat «ЗА НАШУ СОВЕТСКУЮ РОДИНУ» fordítása a szovjet hazánkért. A felirat felett középen sarló és kalapács látható. Az érme minden felirata és képe domború és oldalán konvex peremet képeztek. Az éremhez tartozó 24 milliméteres moaré szalagsáv olíva fehér, melynek közepén egymás mellett fut kettő sáv. A vastagabb piros színű négy milliméteres, a vékonyabb világoskék kettő milliméter széles. 1995. január 1-jéig összesen 107 540 fő részesült ebben a kitüntetésben, és egyfajta veterán szovjet katonai kitüntetéssé is vált nagyszámú adományozása miatt.

### Változat
Néhány ezer darabot készítettek tévesen a Bécs Bevételéért emlékéremmel megegyező reverzoldallal. Az előlap megegyezik az eredeti Kijev Védelméért emlékéremmel, azonban az érem hátoldalán orosz dátumozással 13 апреля 1945 (1945. április 13.) és felette az ötágú csillag látható.
Hasonlóan a Szovjetunió által adományozott kitüntetések nagy részéhez már nem adományozható, viszont a gyűjtők körében nagy becsben tartott, népszerű darab, emiatt kereskednek is vele.

## Fordítás
- Ez a szócikk részben vagy egészben  a(z)   Медаль «За оборону Киева»  című orosz Wikipédia-szócikk ezen változatának fordításán alapul.  Az eredeti cikk szerkesztőit annak laptörténete sorolja fel. Ez a jelzés csupán a megfogalmazás eredetét és a szerzői jogokat jelzi, nem szolgál a cikkben szereplő információk forrásmegjelöléseként.